# 観音寺 (四日市市垂坂町)
観音寺（かんのんじ）は、三重県四日市市垂坂町にある、天台宗の寺院。山号は垂坂山（たるさかさん）。本尊は元三大師。

## 歴史
弘仁6年（815年）、最澄が聖徳太子自作の薬師如来を安置し、堂宇を建立したのが始まりと伝わる。
延長 6年（928年）延暦寺中興良源の大乗受戒に際し、伊勢国朝明郡の領主船木良見の援助により、垂坂の地に伽藍を建立した。寺域の規模は、現在の観音寺が奥の院にあたり、東西南北におよそ2 kmにもおよぶ壮大なものであり、境内には54の坊や院があり、伊勢天台別院として栄えたと伝わるが、天正3年（1575年）8月、織田信長の軍勢に攻められ焼失している。
元禄4年（1691年）桑名藩主松平定重が、郡代野村増右衛門を奉行として再興されたもので、現在の本堂は昭和に新しく建てられているが、山門や鐘楼は往時の姿を今に伝えているという。明治6年（1873年）に一度廃寺となるが、明治16年（1883年）に復興されて現在に至る。なお、東方向には五島製糸場跡がある。

## 文化財

### 重要文化財
- 木造慈恵大師坐像（1躯）　大正2年（1913年）8月20日指定[4][5]。

### 三重県指定有形文化財
- 木造誕生釈迦仏立像（1躯）　昭和30年（1955年）4月18日指定[6][7]。
- 木造地蔵菩薩坐像（1躯）　昭和31年（1956年）5月2日指定[8][9]。
- 木造薬師如来立像（1躯）　昭和40年（1965年）6月8日指定[10][11]。
- 絹本著色仏涅槃図（1幅）　昭和32年（1957年）3月29日指定[12][13]。

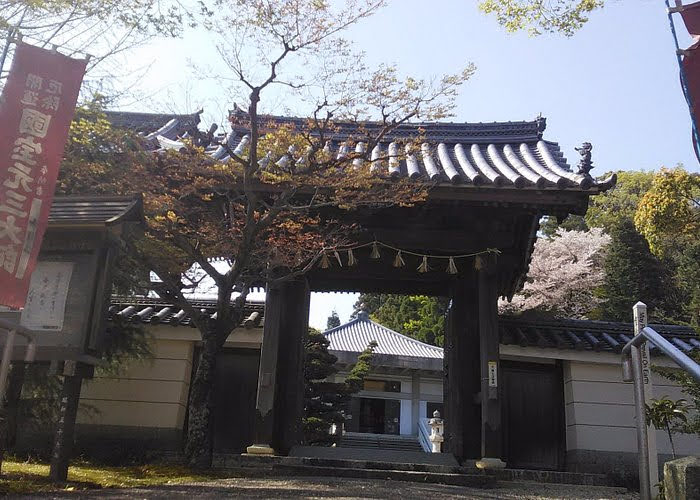
観音寺山門

### 四日市市指定有形文化財
- 観音寺山門　昭和52年（1977年）3月23日指定[14][15]。
- 四日市蕉風連中奉納歌仙額　平成13年（2001年）7月19日指定[14][16]。

## 年中行事
- | [icon] | この節の加筆が望まれています。 |

## アクセス
- 東名阪自動車道 四日市東インターチェンジより南へ約2km
- 近鉄名古屋線 霞ヶ浦駅より北西へ約3km。